# António Veloso
 António Augusto Silva Veloso (ur. 31 stycznia 1957 w São João da Madeira) –  były portugalski piłkarz grający na pozycji obrońcy, a obecnie trener klubu Estrela Amadora. Uczestnik Euro 84 we Francji. Jest ojcem piłkarza Miguela Veloso.

## Sukcesy
- Mistrzostwo Portugalii (7): 1981, 1983, 1984, 1987, 1989, 1991, 1994
- Puchar Portugalii (5): 1983, 1985, 1986, 1987, 1993
- Superpuchar Portugalii (3): 1981, 1986, 1990